# جاك لين (لاعب كرة قدم)
جاك لين (بالإنجليزية: Jack Lynn)‏ هو لاعب كرة قدم أمريكي في مركز الهجوم، ولد في 12 يناير 2000 في سانت لويس في الولايات المتحدة.

## وصلات خارجية
- جاك لين (لاعب كرة قدم) على موقع الدوري الأمريكي (الإنجليزية)
- جاك لين (لاعب كرة قدم) على موقع قاعدة بيانات كرة القدم.إي يو (الإنجليزية)
- جاك لين (لاعب كرة قدم) على موقع Soccerway.com (الإنجليزية)